# Adrien Henri Laurent de Jussieu
Adrien Henri Laurent de Jussieu (Parijs, 23 december 1797 - aldaar, 29 juni 1853) was een Frans botanicus.
Hij was de zoon van botanicus Antoine Laurent de Jussieu. Hij rondde in 1824 zijn studie in de geneeskunde af op een verhandeling over de plantenfamilie Euphorbiaceae: De euphorbiacearum generibus medicisque earumdem viribus tentamen. Toen zijn vader in 1826 met pensioen ging volgde hij hem op in de leerstoel botanie aan het Muséum national d'histoire naturelle. In 1845 werd hij hoogleraar in de plantenanatomie aan de Universiteit van Parijs, waar hij Augustin François César Prouvençal de Saint-Hilaire (1779-1853) verving. Hij werd in 1831 toegelaten als lid van de Académie des Sciences, waarvan hij in het jaar van zijn overlijden ook voorzitter was.
Zijn belangrijkste publicaties waren Cours élémentaire de botanique (Parijs, 1839) en Géographie botanique (Parijs, 1845) alsmede enkele monografieën, waaronder één over Rutaceae (1825), één over Meliaceae (1830) en een uitgebreide monografie over de familie Malpighiaceae (1843), waaraan hij 14 jaar had gewerkt.
Adrien trouwde op 5 september 1827 met zijn nicht Magdeleine Antoinette de Jussieu (1797-1831). Uit het huwelijk werden twee dochters geboren: Emma (1828-1912) en Thérèse Valentine (1831-1863).